# Francesco Somaini (Bildhauer, 1795)

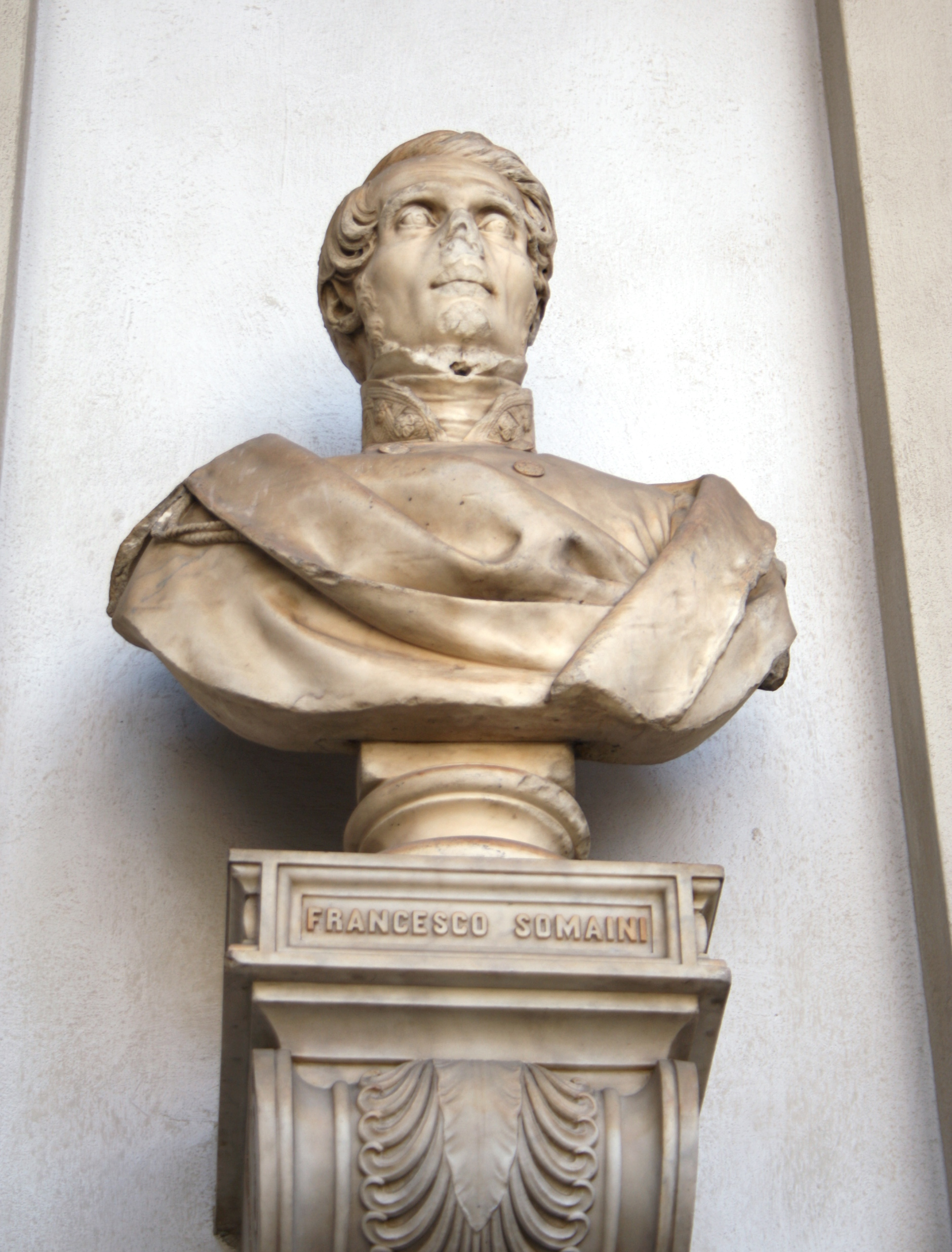
Büste Francesco Somainis im Palazzo di Brera

Francesco Somaini (* 14. Mai 1795 in Maroggia; † 13. August 1855 in Mailand) war ein Schweizer Bildhauer.

## Leben
Francesco Somaini studierte von 1815 bis 1822 an der Accademia di Belle Arti di Brera in Mailand bei Camillo Pacetti. Danach war er von 1823 bis 1839 als Bildhauer für den Mailänder Dom tätig und schuf unter anderem Statuen zu den Altären von Pellegrino Tibaldi aus dem 16. Jahrhundert. 1839 wurde er Professor an der Accademia di Brera, wo unter anderen Angelo Biella, Giovanni Strazza und sein Neffe Antonio Galli zu seinen Schülern zählten. Daneben war er als kantonaler Inspektor für die Schulen im Tessin tätig.
Somaini schuf religiöse und weltliche Skulpturen, Grabmäler und Porträtbüsten im Stil des Klassizismus, der sich in späteren Jahren zunehmend zum Verismus wandelte.

## Werke

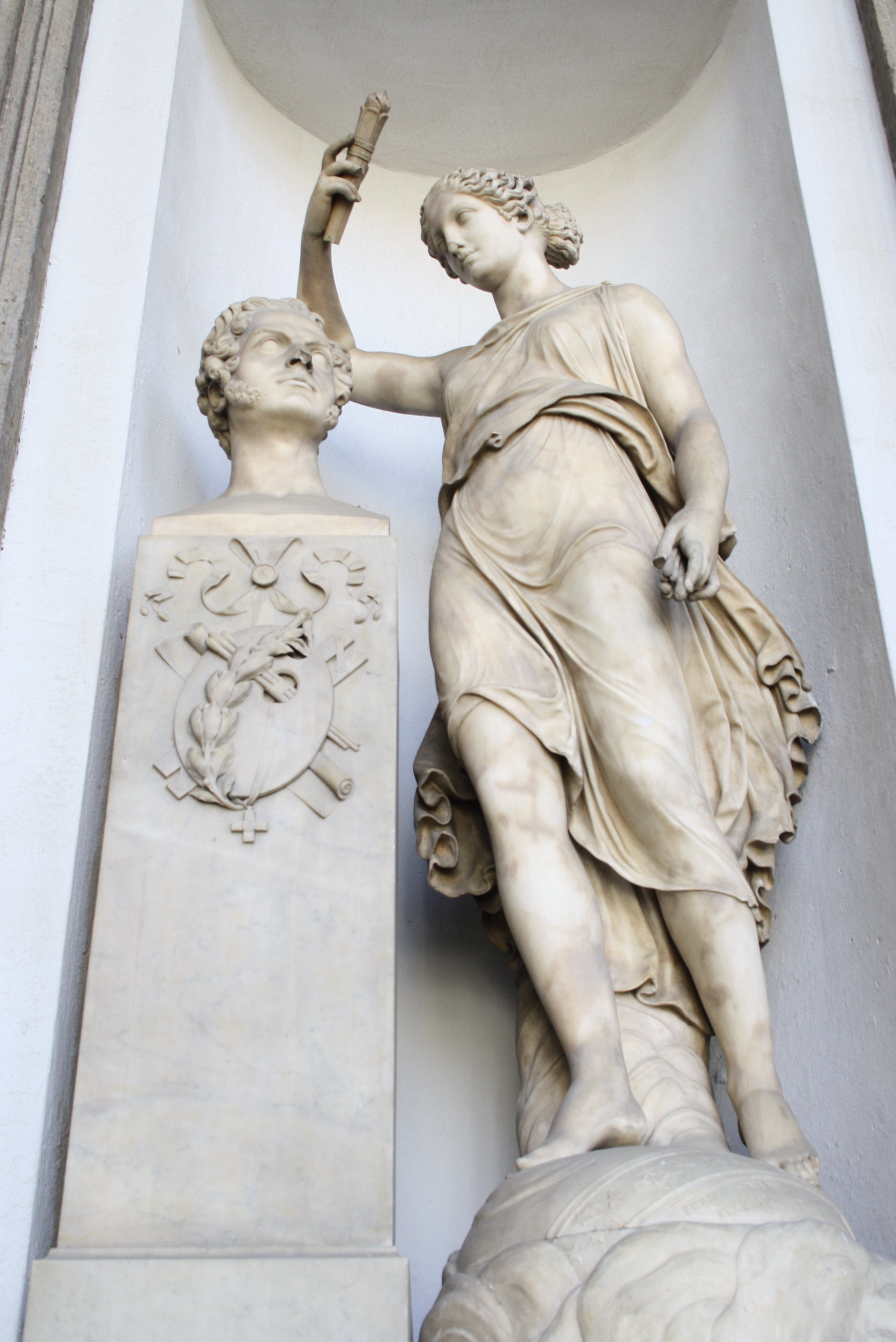
Migliara-Denkmal, Palazzo di Brera (1846)

- Giebelrelief, Kirche Gran Madre di Dio, Turin, 1827
- Relief der Schlacht bei Arcis-sur-Aube, Arco della Pace, Mailand, 1830
- zwei Reliefs mit Szenen aus der Geschichte der Stadt, Porta Venezia, Mailand, 1833
- Grabdenkmal für Luigi Cagnola, Kapelle der Villa Rotonda, Inverigo, 1835
- Brunnengruppe Hygieia, ihre Hilfe einem kranken Knaben spendend, Piazza Cavour, Trescore Balneario, 1838
- Grabdenkmal für Felice Biella, Kirche Santa Maria del Carmine, Mailand, 1841
- Denkmal für Giovanni Migliara, Palazzo di Brera, 1846
- Statue Carlo Giuseppe Londonios, Palazzo di Brera, 1851
- Stuckstatuen der hll. Anna, Joachim, Paulus, Gratus, Blasius und Petrus, Pfarrkirche Santi Ambrogio e Teodulo, Stresa, 1853[1]
- Grabdenkmal Torriani-Missori, Friedhof Gentilino, 1854[2]
- Statue des hl. Petrus, Kirche San Giuseppe, Mailand
- Statuen am Hochaltar, Pfarrkirche Maroggia
- Fassadenfiguren, Palazzo civico, Lugano